# Peter Cabus
Peter Cabus (* 27. Juli 1923 in Mecheln; † 11. November 2000 ebenda) war ein belgischer (flämischer) Komponist.

## Leben
Peter Cabus begann mit seinen Studien am Lemmens-Institut in Löwen bei Flor Peeters (Orgel) und Marinus De Jong (Kontrapunkt). Dann absolvierte er das Königliche Konservatorium Brüssel. Dort studierte er bei Charles Scharrès Klavier, Kammermusik bei André Gertler, Komposition und Fuge bei Jean Absil sowie Léon Jongen. Seine Diplome wiesen mehr den Weg zum Komponisten und Musiklehrer, als zum Pianisten. Nach dem Studium war er Organist an Sint Katelijnekerk in Mecheln und wirkte als Pianist in diversen Kammermusik-Ensembles mit.
Von 1947 bis 1959 war er Musiklehrer an der Musik-Akademie in Mortsel, Belgien und am Konservatorium in Mecheln. Ferner gab er Musikunterricht am altsprachlichen Gymnasium in Keerbergen (1950–1954) und an einer Mittelschule in Antwerpen (1954–1959). 1959 wurde er Nachfolger seines Förderers Godfried Devreese als Direktor des Konservatoriums in Mecheln und wirkte in diesem Amt bis 1988.
Er war außerdem von 1968 bis 1988 Dozent für Komposition, Harmonielehre und Kontrapunkt am Königlichen Konservatorium von Brüssel. Cabus' bekanntester Schüler war Johan Duijck, später Leiter des flämischen Radiochors, des Chors der Academy of Saint Martin in the Fields und des Madrigalchors Gent. Auch Jan van Landeghem, heute Direktor der Musikakademie Bornem (Belgien), und Carl Verbraeken, heute Direktor der Musikakademie Sint-Pieters-Woluwe (Belgien) und Vorstand der Union der belgischen Komponisten, studierten bei ihm Komposition.
1980 wurde er Mitglied der Königlichen Akademie für Wissenschaft, Dichtung und schöne Künste von Belgien.
Sein Gesamtwerk umfasst mehr als 300 Werke aus allen Genres. Stilistisch lässt er sich dem Neoklassizismus zuordnen.

## Werke

### Werke für Orchester
- 1938 Variaties voor orkest für Orchester
- 1940 Concerto in E für Klavier und Orchester
- 1946 Intermezzo für gemischten Chor und Orchester
- 1946 Symfonie nr.1 für Orchester
- 1950 Concerto für Violine und Orchester
- 1951 Sinfonietta für Orchester
- 1953 Concertino für Klavier und Orchester
- 1954 Concertino in variatievorm für Klavier und Orchester
- 1954 Variaties op een thema van Neidhart von Reuenthal für Orchester
- 1956 Variazioni für Orchester
- 1957 Symfonie nr.2 für Orchester
- 1958 Concerto da camera für Orgel und Streichorchester
- 1961 In memoriam Burgemeester A. Spinoy für Kammerorchester
- 1961 Symfonie nr.3 für Orchester
- 1962 Vijf dansen für Orchester
- 1963 Symfonische dansen für Orchester
- 1964 Interludium für Orchester
- 1964 Sinfonia für Kammerorchester
- 1965 Concerto Grosso für vier Klarinetten und Kammerorchester
- 1965 Concerto für 2 Trompeten und Streicher
- 1968 Beweging in sonatevorm für Trompete (oder Posaune) und Orchester
- 1970 Drie rondo’s voor orkest
- 1972 Ouverture in oude stijl für Streichorchester
- 1973 Sinfonia concertante für Cembalo, Klavier und Streichorchester
- 1974 Divertimento per archi für Streichorchester
- 1974 Facetten für Alt-Saxophon und Streichorchester
- 1975 Inventies für vier Klarinetten und Streichorchester
- 1978 Genealogies für Streichorchester
- 1983 Ouverture over een lied van Jef Van Hoof für Sprecher, Chor und Orchester
- 1984 Concertino für Klavier zu vier Händen und Streichorchester
- 1986 Symfonie nr.4 voor strijkers für Streichorchester
- 1987 Divertimento concertante für Flöte, Violine, Violoncello und Streicher
- 1987 Symfonie nr.5 für Orchester
- 1989 Een Limburgse ouverture
- 1993 Symfonie nr.6 (Sinfonia breve) für Orchester
- 1994 Twee geuzenliederen für Streichorchester
- 1997 Concerto da camera für Orgel und Streichorchester
- Kleine suite für Kammerorchester

### Werke für Blasorchester
- 1965 Rouwmuziek voor blazers für Blasorchester
- 1974 Feestmuziek für Fanfare-Orchester
- 1977 Ouverture over zes Vlaamse liederen für Fanfare-Orchester
- 1978 Hymne en All’inglese für Fanfare-Orchester
- 1979 Variaties over twee Oudvlaamse volksliederen für Fanfare-Orchester
- 1981 Suite voor harmonieorkest für Blasorchester
- 1982 Jubileummars SW-100 für Blasorchester
- 1983 Intrada für Blasorchester
- 1988 Rhapsody für Brass-Band
- 1989 Variaties voor harmonieorkest für Blasorchester

### Andere Werke
- 1940 Panis angelicus für zwei Chöre und Orgel
- 1963 Jesu corona virginum für zwei einstimmige Chöre und Orgel
- 1966 Preludium koraal en fughetta für Orgel
- 1967 Suite für Blechbläser
- 1970 Bezint nu de dag begint für Blechbläser-Ensemble
- 1971 Intredemuziek für Blechbläser und Percussion
- 1971 Sonata per organo für Orgel
- 1971 Parafrase over "Blijheidslied" van Mestdagh für Blechbläser und Percussion
- 1974 Ouverture over "Er is maar één land" für Percussion, Orgel und Blechbläser
- 1978 Muziek voor orgel, kopers en percussie für Orgel, Blechbläser und Percussion
- Drie schetsen voor kopers für Blechbläser-Ensemble
- Sonatina für Flöte und Klavier (SF 9248)
- In Memoriam R. Veremans für Trompete und Orgel
- Menuet en rondeau für Orgel
- Vaarwel mijn broeder für Blechbläser-Ensemble